# Kawasaki (miasto)
Kawasaki (jap. 川崎市 Kawasaki-shi) – miasto w Japonii, w prefekturze Kanagawa, w aglomeracji Tokio. Ma powierzchnię 143,01 km². W 2020 r. mieszkały w nim 1 539 081 osoby, w 746 866 gospodarstwach domowych  (w 2010 r. 1 425 678 osób, w 662 644 gospodarstwach domowych). Kawasaki jest jednym z miast oznaczonych rozporządzeniem rządowym.

## Gospodarka
Kawasaki to wysoko rozwinięte przemysłowo miasto. Ma tu siedzibę przemysł rafineryjny, chemiczny, stoczniowy, samochodowy, maszynowy, elektrotechniczny, spożywczy, włókienniczy oraz hutniczy.

## Historia
Miasto Kawasaki powstało 1 lipca 1924 roku w wyniku połączenia miasteczek Kawasaki (jap. 川崎町 Kawasaki-machi), Daishi (jap. 大師町 Daishi-machi) i wioski Miyuki (jap. 御幸村 Miyuki-mura) (z powiatu Tachibana). Teren miasta był powiększany kilkukrotnie:
- 1 kwietnia 1927 roku teren miasta powiększył się o miejscowość Tajima (z powiatu Tachibana),
- 1 sierpnia 1933 roku – o miejscowość Nakahara (z powiatu Tachibana),
- 1 kwietnia 1937 roku – o miejscowość Takatsu i część wsi Hiyoshi (z powiatu Tachibana),
- 1 czerwca 1937 roku – o wioskę Tachibana (z powiatu Tachibana),
- 1 października 1938 – o miejscowość Inada oraz wioski Mukaoka, Miyasaki i Ikuta (z powiatu Tachibana),
- 1 kwietnia 1939 roku – o wioski Kakio i Okagami (z powiatu Tsuzuki).

## Podział administracyjny miasta
Kawasaki dzieli się na 7 dzielnic:
1. Kawasaki-ku (川崎区)
2. Saiwai-ku (幸区)
3. Nakahara-ku (中原区)
4. Takatsu-ku (高津区)
5. Tama-ku (多摩区)
6. Miyamae-ku (宮前区)
7. Asao-ku (麻生区)

| Nazwa        | Nazwa        | Nazwa  | Powierzchnia (km²) | Ludność   | Kod jednostki | Mapa |
| Polska nazwa | Rōmaji       | Kanji  | Powierzchnia (km²) | Ludność   | Kod jednostki | Mapa |
| ------------ | ------------ | ------ | ------------------ | --------- | ------------- | ---- |
| Asao         | Asao-ku      | 川崎区 | 23,25              | 180 889   | 14137         |      |
| Kawasaki     | Kawasaki-ku  | 川崎区 | 39,53              | 233 228   | 14131         |      |
| Miyamae      | Miyamae-ku   | 宮前区 | 18,61              | 233 796   | 14136         |      |
| Nakahara     | Nakahara-ku  | 中原区 | 14,74              | 263 785   | 14133         |      |
| Saiwai       | Saiwai-ku    | 幸区   | 10,01              | 171 188   | 14132         |      |
| Takatsu      | Takatsu-ku   | 高津区 | 16,36              | 234 342   | 14134         |      |
| Tama         | Tama-ku      | 多摩区 | 20,50              | 221 853   | 14135         |      |
| Kawasaki     | Kawasaki-shi | 川崎市 | 143,01             | 1 539 081 | 14130         |      |

## Populacja
Zmiany w populacji Kawasaki w latach 1970–2020:
| Rok  | Populacja |
| ---- | --------- |
| 1970 | 973 497   |
| 1975 | 1 014 951 |
| 1980 | 1 040 802 |
| 1985 | 1 088 624 |
| 1990 | 1 173 603 |
| 1995 | 1 202 820 |
| 2000 | 1 249 905 |
| 2005 | 1 327 011 |
| 2010 | 1 425 678 |
| 2015 | 1 475 213 |
| 2020 | 1 539 081 |

## Miasta partnerskie
- Wielka Brytania: Sheffield
- Australia: Wollongong
- Stany Zjednoczone: Baltimore
- Chorwacja: Rijeka
- Austria: Salzburg